# Matthew Rowley (judoka)
Matthew Rowley (ur. 23 czerwca 1995) – nowozelandzki judoka. 
Startował w Pucharze Świata w 2018 i 2019. Srebrny medalista mistrzostw Oceanii w 2017. Mistrz kraju w 2018, 2019 i 2023 roku.